# 横窪皇太
横窪 皇太（よこくぼ こうた、2002年5月25日 - ）は、大阪府出身のプロサッカー選手。Jリーグ・テゲバジャーロ宮崎所属。ポジションはDF。

## 略歴
金光大阪高校から、京都産業大学へ進学。サッカー部には一般入部生として入部した。2年時から主力CBに定着し、3年時には創部初の関西学生リーグ制覇に貢献。また、デンソーカップの関西選抜にも選出された。
2024年11月27日、2025シーズンからのテゲバジャーロ宮崎への加入内定が発表された。
2025年6月21日、J3第17節・FC岐阜戦でJリーグデビュー。

## 所属クラブ
- 枚方サンクラブ
- 枚方市立招提中学校
- 金光大阪高校
- 京都産業大学
- 2025年 -  テゲバジャーロ宮崎

## 個人成績
| 国内大会個人成績 | 国内大会個人成績 | 国内大会個人成績 | 国内大会個人成績 | 国内大会個人成績 | 国内大会個人成績 | 国内大会個人成績 | 国内大会個人成績 | 国内大会個人成績 | 国内大会個人成績 | 国内大会個人成績 | 国内大会個人成績 |
| 年度             | クラブ           | 背番号           | リーグ           | リーグ戦         | リーグ戦         | リーグ杯         | リーグ杯         | オープン杯       | オープン杯       | 期間通算         | 期間通算         |
| 年度             | クラブ           | 背番号           | リーグ           | 出場             | 得点             | 出場             | 得点             | 出場             | 得点             | 出場             | 得点             |
| 日本             | 日本             | 日本             | 日本             | リーグ戦         | リーグ戦         | リーグ杯         | リーグ杯         | 天皇杯           | 天皇杯           | 期間通算         | 期間通算         |
| ---------------- | ---------------- | ---------------- | ---------------- | ---------------- | ---------------- | ---------------- | ---------------- | ---------------- | ---------------- | ---------------- | ---------------- |
| 2025             | 宮崎             | 25               | J3               |                  |                  | -                | -                | -                | -                |                  |                  |
| 通算             | 日本             | 日本             | J3               |                  |                  | -                | -                | -                | -                |                  |                  |
| 総通算           | 総通算           | 総通算           | 総通算           |                  |                  | -                | -                | -                | -                |                  |                  |

出場歴
- Jリーグ初出場 - 2025年6月21日 J3第17節 FC岐阜戦（長良川）

## プレースタイル
対人守備の強さが武器のCB

## 選抜暦
- 2024年デンソーカップ関西選抜